# Luci Aureli Orestes (cònsol 157 aC)
Luci Aureli Orestes (en llatí Lucius Aurelius L.F. L. N. Orestes) va ser un magistrat romà. Formava part de la gens Aurèlia.
Va ser cònsol l'any 157 aC juntament amb Sextus Julius Caesar, i apareix esmentat als Fasti. Plini el Vell, el menciona, però del seu període de govern no queda record de cap fet especial.